# FN 미니미
FN 미니미(프랑스어: FN Minimi, Mini-mitrailleuse, 소형 기관총)는 벨기에 FN 에르스탈이 생산하는 5.56 × 45 mm NATO 탄 사용 경기관총이다.
미군 제식명은 M249 분대지원화기(M249 Squad Automatic Weapon, M249 SAW)이며, FN 미니미와 약간의 차이가 있다. 대한민국의 K3 기관총 같은 경우, FN 미니미와 디자인이 비슷하다.

## 사진

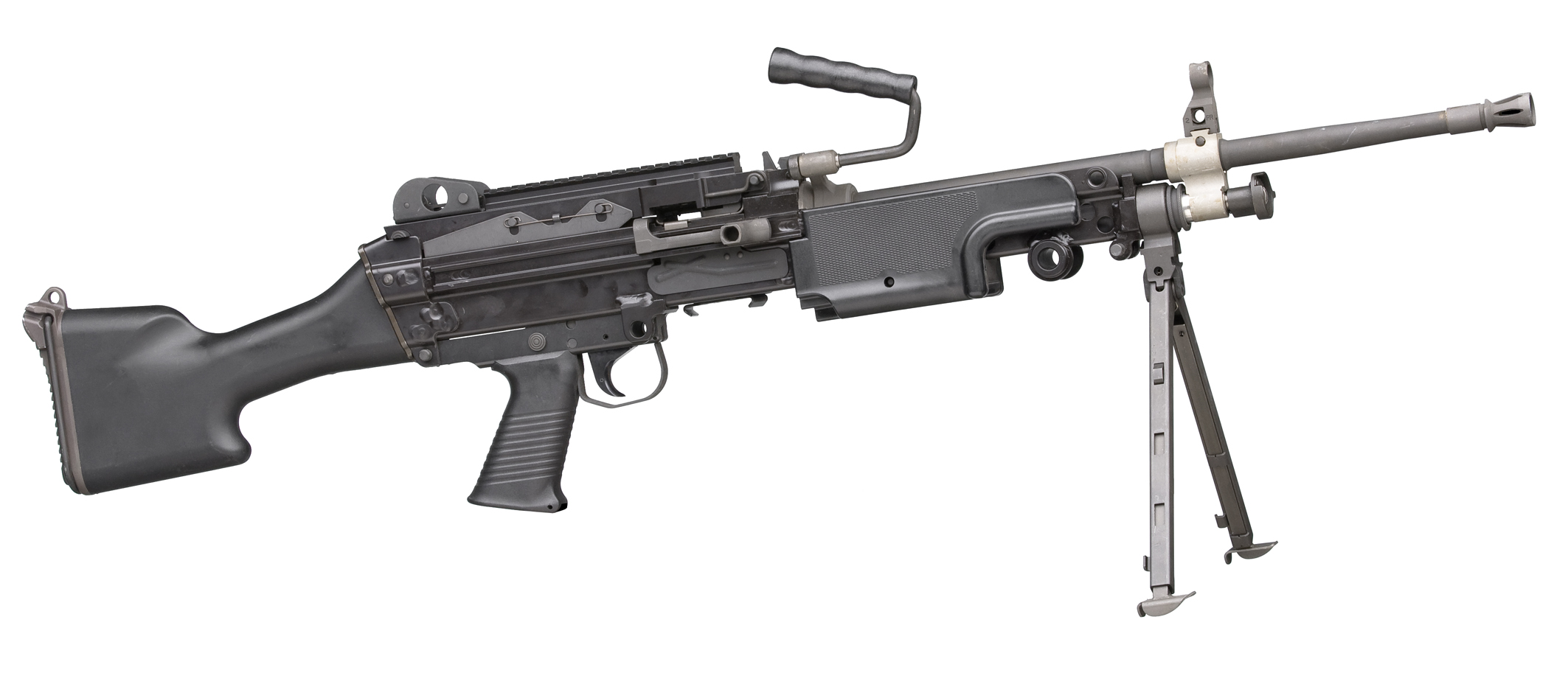
미니미 MK2 표준
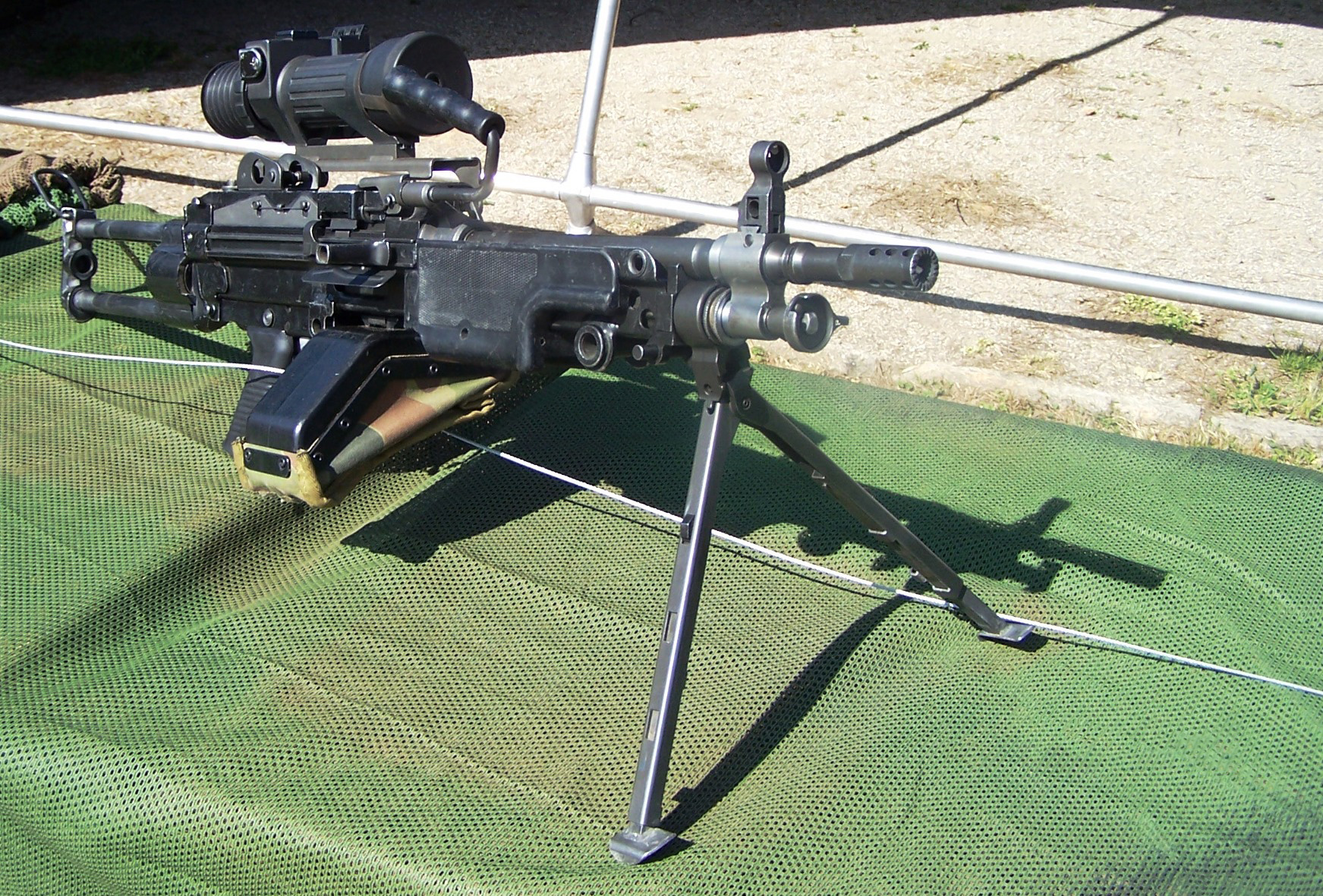
미니미 파라
미국 해병대과 오스트레일리아 육군 기관총 병사

## 같이 보기
- 기관총 목록
- K3 기관총
- FN MAG
- M60 기관총
- PK 기관총